# Шинка (Сучава)
Шинка (рум. Șinca) насеље је у Румунији у округу Сучава у општини Корну Лунчи. Oпштина се налази на надморској висини од 374 m.

## Становништво
Према подацима из 2002. године у насељу је живело 206 становника, од којих су сви румунске националности.